# Icaridina
L'icaridina, nota anche come picaridina o KBR 3023 è una sostanza utilizzata come repellente per insetti.
L'icaridina è una miscela di quattro stereoisomeri.
Ha un'ampia efficacia contro vari artropodi come zanzare, zecche, moscerini, mosche e pulci, ed è quasi incolore e inodore. Uno studio condotto nel 2010 ha dimostrato che la picaridina in spray e in crema alla concentrazione del 20% fornisce una protezione di 12 ore contro le zecche. A differenza del DEET, l'icaridina non scioglie plastiche, materiali sintetici o sigillanti, è inodore e non unge e presenta un minor rischio di tossicità se usata con la protezione solare, in quanto può ridurre l'assorbimento cutaneo di entrambi i composti.